# Лусеа
Лусеа (англ. Lucea) — город на северо-западном побережье Ямайки, административный центр округа Хановер.

## Население
Население — 5 652 (1982), 6002 (1991) и 5996 человек (2010).

## Сельское хозяйство
В окрестностях Лусеа выращивается большое количество сельскохозяйственных культур. Среди них различные виды бобовых, злаки, корнеплоды, фрукты. Там же расположены производства сахара, какао, кофе и рома.